# 澧南镇
澧南镇，是中华人民共和国湖南省常德市澧县下辖的一个乡镇级行政单位。

## 行政区划
澧南镇下辖以下地区：
徐湖村、刘市社区、乔家河社区、双荷村、栗木村、大堰村、丰坪村、兴隆村、老岗村、回龙村、前进村、中湖村、长湖村、新渡河村”、高湖村、广福村、邢市村、南坪村和张家滩村。